# Informatyka (czasopismo)
Informatyka (od 1965 do 1970 Maszyny Matematyczne) – najstarsze polskie profesjonalne czasopismo naukowo-techniczne o tematyce informatycznej, wydawane do 2000 roku.

## Maszyny Matematyczne
Czasopismo „Maszyny Matematyczne”, z podtytułem Zastosowania w gospodarce i technice, zostało założone jako „Organ Pełnomocnika Rządu ds. Elektronicznej Techniki Obliczeniowej i Naczelnej Organizacji Technicznej”. Czasopismo było : 

...przeznaczone dla szerokiego kręgu aktualnych i potencjalnych użytkowników maszyn matematycznych, tj. ekonomistów, inżynierów różnych specjalności, organizatorów, projektantów, konstruktorów i pracowników nauki.

 Pierwszy numer został wydany z opisem: „Nr 1 listopad–grudzień 1965”. Początkowo czasopismo było dwumiesięcznikiem, a od 1968 miesięcznikiem .
W czasopiśmie publikowali pracownicy nauki oraz inżynierowie z zakładów komputerowych. Artykuły naukowo-techniczne były recenzowane przez specjalistów zewnętrznych. Publikacja artykułu w „Informatyce” była zaliczana do dorobku naukowego autora. Zamieszczano też informacje z zagranicy oraz decyzje rządowe i partyjne dotyczące elektronicznej techniki obliczeniowej.
Pomysłodawcą i pierwszym redaktorem naczelnym czasopisma w latach 1965–1985 (z wyjątkiem 1968) był prof. dr Leon Łukaszewicz. Redaktorami byli pracownicy nauki i zakładów maszyn matematycznych. Była też powołana Rada Programowa czasopisma. Wydawcą było niekomercyjne: „Wydawnictwo Czasopism Naukowo-Technicznych NOT”. Nakład czasopisma wynosił od 2000 do 3000 egzemplarzy .

## Informatyka
Miesięcznik „Maszyny Matematyczne” od 1 stycznia 1971 zmienił tytuł na „Informatyka”, o czym poinformowano czytelników:

...Sześć lat upłynęło od momentu powstania czasopisma „Maszyny Matematyczne”. Dziedzina wiedzy, której upowszechnieniu służy to czasopismo bardzo rozwinęła się i uformowała. Precyzuje się również terminologia w tej dziedzinie. Powstał m.in. w języku polskim wyraz „Informatyka” — od „informacja” i „automatyka” — i pod tym pojęciem rozumiany jest obecnie całokształt nauk, związanych z maszynami matematycznymi i ich zastosowaniem i w gospodarce, nauce i technice, maszynową techniką obliczeniową, przetwarzaniem informacji. Zwięzły termin „informatyka” ma już u nas pewną tradycję, jest używany w literaturze fachowej; analogiczny termin przyjął się w słownictwie francuskim i niektórych innych...

Czasopismo ewoluowało wraz z rozwojem i organizacją zarządzania informatyką. Od numeru 3. w 1971 czasopismo stało się organem „Krajowego Biura Informatyki i Polskiego Komitetu Automatycznego Przetwarzania Informacji” i „Naczelnej Organizacji Technicznej”, a potem również „Ministerstwa Nauki i Szkolnictwa Wyższego”. Zakres tematyczny czasopisma poszerzył się o zastosowania informatyki w administracji oraz gospodarce. Nakład zwiększył się do 7000 egzemplarzy.
W latach 80. czasopismo borykało się z brakiem papieru oraz opóźnieniami druku, czasem trzeba było łączyć numery. W okresie od stycznia 1984 do grudnia 1985 w czasopiśmie wydzielono 8-stronicowy dodatek MikroKLAN prezentujący sprzęt i oprogramowanie mikrokomputerów. Dodatek ten cieszył się ogromnym zainteresowaniem i nakład ponad 8000 egzemplarzy nie pokrywał popytu. Redaktorem dodatku był Andrzej Jacek Piotrowski. W wydawnictwie udało się uzyskać nieperiodyczne wydawanie osobnego czasopisma Mikroklan w większej objętości i nakładzie do 100 tys. egzemplarzy.
Od 1990 „Informatyka” stała się niezależnym czasopismem, poddanym nowym warunkom komercyjnym. Drukujące ją wydawnictwo przekształciło się w „Wydawnictwo Czasopism i Książek Technicznych SIGMA-NOT Sp. z o.o” działające komercyjnie, koszty papieru zostały urealnione – znacząco wzrosły. Konieczne stało się pozyskiwanie sponsorów i reklamodawców. Możliwość publikacji w pismach zachodnich zmniejszyło podaż artykułów naukowych. Nowe były oczekiwania czytelników, mających do wyboru coraz więcej konkurencyjnych czasopism. Redakcja starała się podołać tym wyzwaniom merytorycznie i technicznie. Poprawiono jakość papieru i druku czasopisma (dotychczas siermiężną), zwiększono objętość, wprowadzono kolor, a od numeru 9. w 1996 dodano projektowaną graficznie okładkę. Od stycznia 1997 w „Informatyce” publikowano Biuletyn PTI. 
Wydawanie czasopisma zostało nagle wstrzymane w styczniu 2001 z powodu braku pokrycia kosztów w przychodach ze sprzedaży oraz reklam . Ostatni numer został wydany z opisem: „Nr 11–12 listopad-grudzień 2000”.
Czasopisma „Maszyny Matematyczne” oraz „Informatyka” wydawane przez 35 lat zgromadziły istotną wiedzę o rozwoju informatyki w Polsce   . Polskie Towarzystwo Informatyczne w porozumieniu z NOT uzyskało zgodę na cyfryzację kompletu czasopisma i bezpłatne udostępnianie w sieci. Na tej podstawie cyfryzacji zasobu dokonała i udostępnia drogą elektroniczną Biblioteka Główna Politechniki Śląskiej .

## Redaktorzy
Redaktorzy naczelni:
- Leon Łukaszewicz – od nru 1/1965 do nru 6/1966 i od nru 1/1968 do nru 9/1985
- Tomasz Pietrzykowski – od nru 1/1967 do nru 5/1967
- Konrad Fiałkowski – (p.o.) nr 6/1967
- Władysław Klepacz – od nru 10/1985 do nru 5/1995
- Bogdan Miś – od nru 6/1995 do nru 12/1995
- Krystyna Karwicka-Rychlewicz – (p.o.) nr 1/1996 oraz od nru 2/1996 do nru 6/1996
- Lesław Wawrzonek – od nru 7/1996 do nru 12/1999
- Jerzy Szyller – od nru 1/2000 do nru 8/2000
- Alina Klepacz – (p.o.) od nru 9/2000 do nru 11–12/2000

Redaktorzy: Przemysław Baszkiewicz, Krystyn Bernatowicz, Leonard Bolc, Jarosław Deminet, Konrad Fiałkowski, Piotr Fuglewicz, Zbigniew Gackowski, Zbigniew Gluza, Jan Goliński, Janusz Gwiazda, Marek Hołyński, Wacław Iszkowski, Teresa Jabłońska, Wojciech Jaworski, Stanisław Jaskólski, Wanda Kacér, Krystyna Karwicka-Rychlewicz, Alina Klepacz, Władysław Klepacz, Katarzyna Kliszko, Zenon Kulpa, Wincenty Łada, Leon Łukaszewicz, Ewa Łukasik, Marek Machura, Rafał Maślana, Antoni Mazurkiewicz, Bogdan Miś, Wojciech Mokrzycki, Stanisław Mrozik, Jan Mulawka, Wojciech Olejniczak, Maria Pawlak,Tomasz Pawlak, Tomasz Pietrzykowski, Andrzej Jacek Piotrowski, Cezary Pochrybniak, Dorota Prawdzic, Wiktor Rzeczkowski, Jan Ryżko, Marek Sobczyk, Witold Staniszkis, Jacek Stochlak, Maciej Stolarski, Kazimierz Subieta, Andrzej Szałas, Zbigniew Świrski, Zdzisław Szyjewski, Jerzy Szyller, Ryszard Tadeusiewicz, Andrzej Targowski, Lesław Wawrzonek, Andrzej Wiesnowski, Jan Węglarz, Hanna Włodarska, Janusz Zalewski, Zdzisław Żurakowski.